# Лоренсбург (Тенеси)
Лоренсбург (енгл. Lawrenceburg) град је у америчкој савезној држави Тенеси.

## Демографија
По попису из 2010. године број становника је 10.428, што је 368 (-3,4%) становника мање него 2000. године.
| Група             | 2000.         | 2010.         |
| Белци             | 9.989 (92,5%) | 9.312 (89,3%) |
| Афроамериканци    | 425 (3,9%)    | 467 (4,5%)    |
| Азијати           | 42 (0,4%)     | 55 (0,5%)     |
| Хиспаноамериканци | 180 (1,7%)    | 322 (3,1%)    |
| Укупно            | 10.796        | 10.428        |